# بيتر كينغ (لاعب كريكت)
بيتر كينغ (بالإنجليزية: Peter King)‏ (24 مايو 1959 بملبورن في أستراليا - ) هو لاعب كريكت أسترالي. لعب مع فريق فكتوريا للكريكت.

## وصلات خارجية
- بيتر كينغ على موقع إي آس بي آن كريك إنفو (الإنجليزية)